# Краснюк, Авксентий Алексеевич
Авксентий Алексеевич Краснюк (25 февраля 1901 — 8 мая 1963) — советский учёный в области селекции и семеноводства зерновых культур, член-корреспондент ВАСХНИЛ (1956).

## Биография
Родился в с. Млееве (сейчас — Городищенский район Черкасской области Украины). Окончил Московскую сельскохозяйственную академию им. К. А. Тимирязева (1931).
В 1925—1931 специалист по селекции сельскохозяйственных растений Весело-Подолянской селекционной станции.
В 1931—1963 зав. лабораторией селекции и семеноводства озимых хлебов НИИ сельского хозяйства Юго-Востока.
Доктор сельскохозяйственных наук (1945), профессор (1946), член-корреспондент ВАСХНИЛ (1956).

## Научная деятельность
Вывел сорта озимой ржи Саратовская 1 и Волжанка, и сорт яровой твёрдой пшеницы. Разработал метод сложных гибридных популяций, обеспечивший ускоренное получение новых сортов.

### Публикации
- Узкородственное разведение у ржи / Сарат. селекц. опыт. станция. — М.: Изд-во ВАСХНИЛ, 1936. — 49 с.
- Возделывание озимой ржи в Саратовской области / Ин-т зерн. хоз-ва Юго-Востока СССР. — Саратов: Огиз, 1942. — 24 с.
- За высокий урожай озимой ржи. — Саратов: Сарат. обл. изд-во, 1948. — 31 с.
- Селекция и семеноводство озимой ржи на Юго-Востоке СССР / Ин-т зерн. хоз-ва Юго-Востока СССР. — М.: Сельхозгиз, 1948. — 173.
- Озимая рожь Волжанка. — Саратов: Огиз, 1950. — 30 с.

## Награды
- Сталинская премия 3 степени (1952);
- Два ордена Трудового Красного Знамени (1954, 1957);
- Орден «Знак Почёта» (1936);
- Медаль «За трудовую доблесть» (1945);
- Медаль «За освоение целинных земель» (1956).